# Yervant Gianikian y Angela Ricci Lucchi
Yervant Gianikian (Meran, 1942) y Angela Ricci Lucchi (Roma, 1942-2018), fueron dos cineastas documentales y experimentales italianos, el primero de origen armenio, que han trabajado juntos siempre desde 1975.

## Trayectorias
Yervant Gianikian era un joven arquitecto de origen armenio. Por su parte, Angela Ricci Lucchi, tras estudiar en la década de 1960 pintura en Austria con Oskar Kokoschka, se trasladó a Milán con este compañero (y su futuro codirector), a quien había conocido a finales de 1975 y con el que se unió en 1976. 
En los años setenta, realizaron nueve cortometrajes de vanguardia. Su experiencia confluyó luego en largos documentales de los años ochenta, que luego han proseguido hasta 2013, de momento. Han realizado viajes a zonas conflictivas para recoger material directo, pero con el descubrimiento de un archivo fílmico —el de Luca Comerio, padre del documentalismo italiano—, su producción girará de un modo radical, al trabajar con el material recuperado de un modo muy personal. Destacaron ya con Dal Polo al Ecuatore (1986), donde reinterpretan esos fondos documentales y se adentran en el mundo colonial: el imperialismo y su violencia (así como el envoltorio ideológico más o menos evidente que resaltan) surge de unas imágenes en movimiento que irán tratando, pieza a pieza, como formas de vida 'superior' en contraste con el desmenuzamiento de la experiencia diaria de los países invadidos: se trató de expulsar a los pobres y justificar los hechos.
Significativo es su film de 1990, Hombres, Años, Vida, que narra la huida desesperada de los armenios en 1915 (de la aldea del padre del cineasta). Yervant Gianikian y Angela Ricci Lucchi empiezan pronto a colaborar con instituciones y archivos europeos muy variados. Así, logran rodar, con negativos de fondos militares, unidos a cartas y testimonios de soldados europeos, Priggionieri di Guerra (1995) y Su tutte le vete è la pace (1998), sobre la Primera Guerra Mundial. Con Oh Uomo (2005), sitúan en el centro de la representación el cuerpo mutilado post-bélico. Esto supone una posible “Trilogía de la Guerra”, cuyas imágenes anticipan, para ellos, futuras conflagraciones. 
Según dicen ellos: "a principios de los años noventa hicimos tres películas sobre la 1ª Guerra Mundial y el período anterior a esta. Se dio el caso que cuando estábamos con esta película de guerra y violencia de principios de siglo se desarrollaba la guerra en los Balcanes, eran los años 92, 93, 94... Encontrábamos elementos que seguían haciendo las mismas funciones en el presente y en las imágenes de archivo que teníamos en las manos: las fosas comunes, las deportaciones, los campos de prisioneros, la propaganda..."
Por ello surgió una nueva acción fílmica, siempre muy relacionada con el presente, pues "es eso lo que nosotros llamamos la contemporaneidad del pasado, la continua presencia del pasado. Después se nos ocurrió la idea, demasiado irreflexiva, de llevar una de estas películas y proyectarla en los Balcanes: Liubliana, Sarajevo, Belgrado. Fuimos con Prigioneri… Era el año 96, poco después de que acabara la guerra. Las reacciones de la gente fueron todas muy malas. Posteriormente hay quien ha visto en la película relaciones con las torturas en las prisiones iraquíes".
Y añaden sobre ese proyecto: "Finalizamos esta trilogía sobre la guerra con Oh, Uomo, que la hicimos en el 2004, cuando paralelamente sucedió la guerra de Bush y precisamente se conoció el caso de las torturas de Abu Ghraib. Con Oh!, Uomo queríamos hacer una última película sobre la guerra y estuvimos buscando material sobre el cuerpo de los soldados y también de niños que pasaban hambre, enfermos...".
Usan a menudo por tanto imágenes de archivo de guerras, retocadas, desenfocadas a veces, coloreadas, montadas sobre música (los diálogos son inexistentes, pero usan rótulos, frases sueltas luego recitadas por ellos mismo a modo de cantilena). Así sucede, con Etiopía, en ¡Oh! hombre (2004), donde usan caras de niños, hinchadas, destrozadas y monstruosamente rehechas, con prótesis, en contraste con las tropas italianas que desfilan orgullosas, preparadas para invadir África. Ocurre de nuevo con el reciente País bárbaro (2013), narrado con fragmentos, con ruinas del pasado fotografiadas, para hablar otra vez de la conquista italiana de Etiopía por Mussolini, mediante imágenes de un mundo rico y feliz yuxtapuesto a otro lejano, despojado y elemental, masacrado finalmente. 
Gianikian y Ricci Lucchi indagan en las grandes crisis coloniales y las políticas dominadoras, y denuncian que la subyugación política propia, la italiana, se convirtió la subyugación de lo ajeno en busca su destrucción total. Su cine no se parece al del famoso dúo Straub-Huillet. Pero su trabajo —siempre conjunto— en pro de la libertad reflexiva y contra la alienación es una indagación política sobre la imagen y es una crítica del fascismo (antiguo o futuro): en sus formas de expresión, y en sus orígenes coloniales. Tratan en suma de la violencia dominadora entre los humanos, y sus repercusiones actuales, con sus amenazas tan evidentes hoyen el siglo XXI, pues, dicen, "cada época tiene su fascismo".
Se han dedicado retrospectivas, y análisis, al trabajo de Gianikian y Ricci Lucchi en el Museum of Modern Art de Nueva York, en 2015; y en la Cinemateca de París. En 2014 se hizo también, en el Reina Sofía de Madrid, un homenaje a su cine.

## Filmografía

### Largometrajes
- Karagoez catalogo 9,5 (1983)
- Ritorno a Khodorciur - Diario armeno (1986): Diario armenio
- Dal Polo all'Equatore (1987): Del Polo al Ecuador
- Uomini, ann,i, vita (1990): Hombres, Años, Vida
- Su tutte le vette è pace (1999): En todas las cimas hay paz
- Inventario balcanico (2000): Inventario balcánico
- Immagini dell'Oriente: turismo da vandali (2001): Imágenes de Oriente: turismo de vándalos"
- Oh! uomo (2004): ¡Oh!, hombre
- Ghiro ghiro tondo (2007)
- Frammenti elettrici n° 6 - Diario 1989. Dancing in the dark (2009)
- Pays barbare (2013): País bárbaro

```
* 
Frente a Guernica
 (2023). Producido por el Museo Nacional Centro de Arte Reina Sofía
```

### Cortometrajes
- Alice profumata di rosa (1975)
- Catalogo comparativo (1975)
- Catalogo della scomposizione (1975)
- Del sonno e dei sogni di rosa limitata al senso dell'odorato (1975)
- Erat Sora (1975)
- Klinger e il guanto (1975)
- Non cercare il profumo di Buñuel (1975)
- Stone Book (1975)
- Wladimir Propp - Profumo di lupo (1975)
- Frammenti elettrici n° 1 - Rom (2001)
- Frammenti elettrici n° 2 - Vietnam (2002)
- Frammenti elettrici n° 3 - Corpi (2002)
- Frammenti elettrici n° 4 - Asia (2005)
- Frammenti elettrici n° 5 - Africa (2005)
- Film perduto (2010)
- Notes sur nos voyages en Russie 1989-1990 (2011)
- Frammenti elettrici n° 7 - Gypsies Toward Bamyan (2013)
- Frammenti elettrici n° 8 - Shooting Party (2013)